# اوسوالد موریس
اوسوالد موریس (انگلیسی: Oswald Morris؛ ۲۲ نوامبر ۱۹۱۵ – ۱۷ مارس ۲۰۱۴) یک مدیر فیلم‌برداری اهل بریتانیا بود.
از فیلم‌ها یا مجموعه‌های تلویزیونی که وی در آن‌ها نقش داشته‌است می‌توان به خیانتکار اشاره نمود.

## جوایز
وی برنده جوایزی همچون جایزه اسکار بهترین فیلمبرداری و مدال صلیب پرواز ممتاز شده‌است.